# 프로그레스 (우주선)

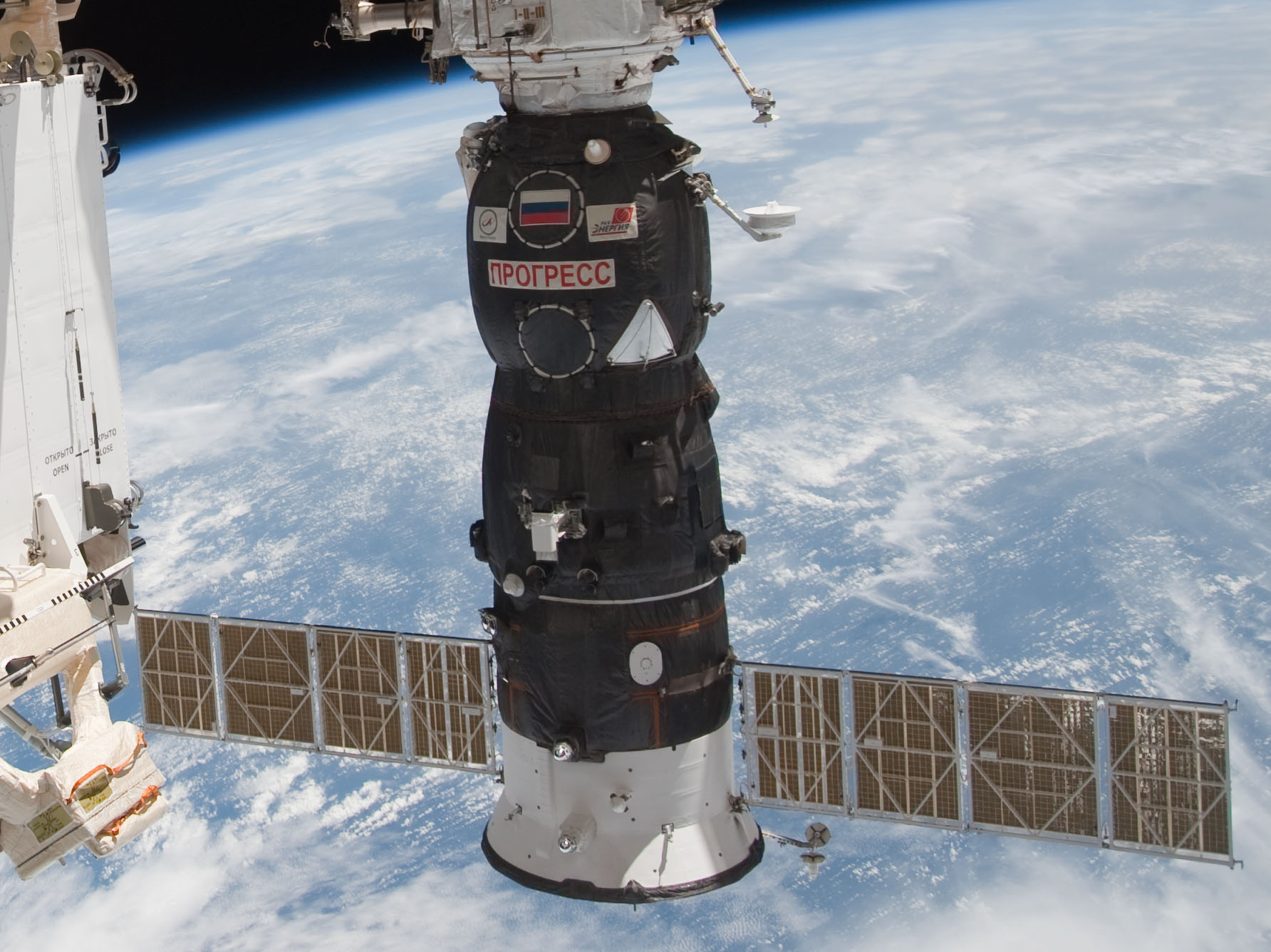
국제우주정거장에 도킹해 있는 프로그레스 우주선

프로그레스(러시아어: Прогресс, 영어: Progress)는 러시아의 무인화물우주선이다. 매년 6회 정도 발사하여 국제우주정거장에 도킹해 연료, 물, 식량 등을 보급하며, 쓰레기를 탑재한 채 추락하여 파괴된다.
소유스와 모양과 무게 등이 거의 같다. 다만, 유인우주선인 소유스에 있는 인간 탑승용 장비가 없고, 그만큼 화물을 더 싣는다.

## 국제우주정거장
2007년 현재 유도, 항법, 조종, 추진을 담당하는 핵심적인 ISS 모듈은 러시아의 즈베즈다 서비스 모듈과 프로그레스 우주선이다. ISS는 고도 유지, 우주 쓰레기 회피, 고도 조정을 위해 매년 평균 7000 kg의 추진제(propellant)를 필요로 한다. 2014년경에는 105,000 kg의 추진체가 매년 필요할 것이다. 7000 kg의 추진제를 보급하기 위해서는 여러 번의 화물 공급 우주선의 발사가 필요하다. 현재는 프로그레스 우주선을 매년 6회 발사하여 이를 충당한다.
프로그레스 M은 1100 kg, 프로그레스 M1은 1950 kg, 유럽 우주국의 ATV는 4000 kg, 미국의 Interim Control Module은 5000 kg의 연료(fuel)를 탑재한다. 미국의 우주왕복선은 232 kg 의 연료를 ISS의 추진을 위해 사용할 수 있고, 특별히 ISS 추진을 위한 임무를 수행하는 경우 1626 kg 의 reboost fuel이 가능하다.
자르야 FGB는 5500 kg, 즈베즈다 서비스 모듈은 860 kg의 연료를 탑재한다. 그러나 자르야와 즈베즈다의 메인 추진기는 예비용으로 보존된다. ISS의 수명이 다하는 경우 마지막으로 사용한다.

## 궤도 이탈 사건
2015년 5월 28일에 발사된 프로그레스 M-27M 호가 예정 궤도를 벗어나 ISS와의 도킹에 실패한 사건이 일어났다. 프로그레스 호는 3단 분리까지 문제없이 진행됐지만 그 이후에 정상 궤도를 벗어나 도킹도 실패하고 러시아 관제센터와의 교신마저도 두절되었다
러시아 관제센터는 M-27M호와의 교신을 계속 시도했지만 응답이 없었으며, 때문에 ISS와의 도킹은 무기한 연기되었다.
M-27M호는 약 180km 상공의 궤도를 선회하게 되었는데, ISS와의 궤도와는 차이가 있어 직접적인 영향은 없었지만 ISS 승무원의 귀환이 늦어지는 등의 영향은 있었다. 결국 M-27M호는 아무런 통제를 받지 않은 채로 방치되게 되었다.
결국 발사로부터 10일이 지난 2015년 6월 8일 지구 대기권에 재진입하여 영국과 프랑스 공해에 추락하게 되었다. 재진입 중에 선체는 모두 연소하여 사라졌지만 일부 파편들이 남아서 공해로 추락하였다

## 같이 보기
- 화물 우주선
  - HTV
  - ATV (우주선)
  - 드래곤 (우주선)
  - 시그너스 (우주선)